# ریورهد بوکس
ریورهد بوکس (به انگلیسی: Riverhead Books)، بخشی از انتشاراتی گروه پنگوئن (ایالات متحده آمریکا) است که در سال ۱۹۹۳ توسط سوزان پترسن کندی تأسیس شد.
نویسندگانی که کتابهایشان توسط ریورهد بوکس منتشر شده است عبارتند از:مارلون جیمز، جونو دیاز، جورج ساندرز، خالد حسینی، نیک هورن‌بای، دالایی لامای چهاردهم، دنیل الرکان و …
نویسندگانی که کتابهایشان توسط ریورهد بوکس منتشر شده است از شش جایزهٔ دایتون داده شده در سالهای نخست چهار جایزه برده‌اند. چهار نفر کمک هزینه مک‌آرتور را دریافت کرده‌اند. بیشتر نویسندگانی که ریورهد کتابهایشان را منتشر کرده است در کنفرانس تد سخنرانی کرده‌اند. نویسندگان ریورهد موفق به دریافت جایزه قلم و دیگر جوایز ادبی، از جمله جایزه ادبی من بوکر، جایزه میراث هورستون رایت برای نویسندگان آفریقایی‌تبار، جایزه استون‌وال برای داستانهای مربوط به همجنس‌گرا، لزبین، دوجنسگرا و تراجنسیتی، پنج نفر از ۳۵ برندهٔ جایزه بنیاد ملی کتاب برای بهترین صداهای در حال ظهور جوان شده‌اند. چهار نفر از نویسندگان در فهرست نویسندگان جوان داستانی «۲۰ تا ۴۰ ساله» نیویورکر حضور داشتند.
از سال ۲۰۱۵ ناشر ریورهد جفری کلوسکی بود. نام مسئولان کنونی شرکت در وب سایت گروه پنگوئن (ایالات متحده آمریکا) فهرست شده است.